# NGC 1045
NGC 1045 је елиптична галаксија у сазвежђу Кит која се налази на NGC листи објеката дубоког неба.
Деклинација објекта је - 11° 16' 40" а ректасцензија 2h 40m 29,1s. Привидна величина (магнитуда) објекта NGC 1045 износи 12,4 а фотографска магнитуда 13,4. NGC 1045 је још познат и под ознакама MCG -2-7-59, PGC 10129.